# Ostpreußisches Commerz- und Admiralitätskollegium
Das Ostpreußische Commerz- und Admiralitätskollegium war von 1718 bis 1879 ein Handelsgericht in Königsberg (Preußen).

## Geschichte
Bereits Anfang des 17. Jahrhunderts bestanden in Königsberg Wettordnungen, die das Handelsrecht kodifizierten und Wettgerichte als Kaufmannsgerichte, die die Einhaltung durchsetzten. Erst durch die "neurevidierte und bestätigte Wett- und Liegerordnung der 3 Städte Königsberg" vom 16. Februar 1715 wurde diese durch den Landesherren anerkannt. Am 17. August 1718 wurde zusätzlich das Commerz-Collegium als Handelsgericht gebildet. Es war zweite Instanz bei Entscheidungen der Wettgerichte und des Licent-Direktoriums (dieses entschied im Streit zwischen Kaufleuten und Schiffern) und erste Instanz in allen anderen Handelssachen, insbesondere bei Wechselsachen. Es bestand aus einem Präsidenten, sieben Assessoren, drei Räten und vier Kaufleuten (mit dem Titel Commerzien-Rat). 1724 wurden die drei Städte Königsberg vereinigt und damit auch die drei Wettgerichte.
Mit Deklaration vom 29. April 1783 wurde das Wettgericht aufgelöst und seine Aufgaben auf das Stadtgericht Königsberg, Polizei, Magistrat, Bürgermeister und Patrimonialgerichte verteilt. Nach Protest der Kaufmannschaft wurde das Wettgericht 1792 wieder eingeführt. Dauerhafter war die Veränderung des Commerz-Collegiums. Dieses wurde mit dem Licent-Direktorium verschmolzen und in Ostpreußisches Commerz- und Admiralitätscollegium umbenannt. Gemäß dem Reglement für das in ein einziges Collegium combinirte Ostpreußisches Commerz- und Admiralitäts-Collegium vom 5. August 1783 bestand es nun aus einem Direktor und fünf Commerzien- und Lizcent-Räten von denen zwei Juristen und drei Kaufleute sein sollten.
Im Jahre 1809 wurde die Auflösung der Handelsgerichte beschlossen, aber nicht umgesetzt. Zum 11. Februar 1811 wurde aber das Wettgericht aufgehoben und mit dem Ostpreußischen Commerz- und Admiralitätskollegium verschmolzen. Übergeordnete Instanz war nun das Oberlandesgericht Königsberg. Dies war als Zwischenlösung gedacht. Am 29. August wurde befohlen, das Ostpreußische Commerz- und Admiralitätskollegium in eine Abteilung des Stadtgerichtes umzuwandeln. In einem Kabinettsschreiben vom 6. März 1812 wurde endgültig festgelegt, dass das Ostpreußische Commerz- und Admiralitätskollegium selbstständig bleiben solle. Bereits 1810 war das See- und Hafengericht in Pillau auf das Ostpreußische Commerz- und Admiralitätskollegium verschmolzen worden; in Pillau bestand seitdem eine Gerichtsdeputation des Ostpreußischen Commerz- und Admiralitätskollegium. Nach dem Reglement von 1813 bestand das Gericht aus einem Direktor und jeweils fünf Juristen und Kaufleuten. Die Vertreter der Kaufmannschaft wurden von dieser gewählt. Im Jahre 1837 lebten in Königsberg und Pillau 588 stimmberechtigte Kaufleute.
Das preußische Gesetz über die Errichtung von Handelsgerichten vom 3. April 1847 enthielt die Klausel, dass die Commerz- und Admiralitätskollegien in Königsberg und Danzig sich in Handelsgerichte gemäß diesem Gesetz umwandeln konnten. Diese Möglichkeit wurde nirgendwo genutzt.
Im Jahre 1879 wurden im Rahmen der Reichsjustizgesetze einheitlich Amts-, Land- und Oberlandesgerichte gebildet. In diesem Zusammenhang wurde das Ostpreußische Commerz- und Admiralitätskollegium aufgehoben und eine Kammer für Handelssachen beim Landgericht Königsberg gebildet.